# حسن محمدیاری
حسن محمدیاری (زاده ۱۳۴۷) حقوقدان، وکیل پایه یک دادگستری و عضو کانون وکلای مرکز می‌باشد. وی سیاستمدار اصولگرای ایرانی است که نماینده دوره یازدهم مجلس شورای اسلامی از حوزه انتخابیه طوالش، رضوانشهر و ماسال بوده‌است.
وی در یازدهمین دوره انتخابات مجلس شورای اسلامی که در تاریخ ۲ اسفند ۱۳۹۸ برگزار شد با کسب ۳۰ هزار و ۸۲۷ رأی از مجموع ۱۲۶ هزار و ۷۹۴ رأی مأخوذه، از حوزه انتخابیه تالش، رضوانشهر و ماسال از استان گیلان به مجلس راه یافت. او در دوره نمایندگی عضو کمیسیون اجتماعی مجلس شورای اسلامی بود. وی سابقه قضاوت در محاکم قضایی تهران و استان گیلان را دارد. حسن محمدیاری برادر کوچکتر بهمن محمدیاری نماینده دوره‌های پنجم، هفتم و هشتم مجلس شورای اسلامی از حوزه انتخابیه تالش رضوانشهر و ماسال است.

## انتخابات ریاست‌جمهوری ۱۴۰۳
وی در روز یکشنبه ۱۳ خرداد ۱۴۰۳ با حضور در وزارت کشور برای انتخابات ریاست‌جمهوری دوره چهاردهم ثبت‌‌نام کرد؛اماتوسط شورای نگهبان،رد صلاحیت شد.